# Файнштейн-Васильев, Михаил Борисович
Михаил Борисович «Фан» Файнштейн-Васильев (иногда — Васильев-Файнштейн, Васильев или Файнштейн, первоначальная фамилия — Файнштейн; 12 сентября 1953, Ленинград — 17 ноября 2013, там же) — советский и российский рок-музыкант, более всего известный в качестве участника рок-группы «Аквариум».

## Биография

### Детство и ранняя юность
Михаил Файнштейн родился 12 сентября 1953 года в Ленинграде. Его отец был капитаном первого ранга, а потом стал одним из начальников курсов повышения квалификации офицеров флота.
Его детство прошло в престижном доме у крейсера «Аврора», а затем во дворах Московского района. За десять лет обучения он сменил такое количество школ, что среди его друзей ходила шутка: «Кто не был его одноклассником, тот был его собутыльником».
Последние два школьных года Михаил провёл в специализированной физико-математической школе. Несмотря на попытки родителей склонить его к морской карьере, Файнштейн выбрал Инженерно-экономический институт имени Пальмиро Тольятти , по окончании которого стал системным программистом. После института Файнштейн отправился в армию. По легенде, он проявил там художественные способности и оформил ленинскую комнату.
Оригинальную фамилию носил до середины 1970-х, и сменил её после женитьбы. Прозвище «Фан» оставалось долгие годы лишь воспоминанием о его первой фамилии, хотя и вызывало некоторые ассоциации с английским словцом «Funny». В начале 1990-х, в свете общего потепления в национальном вопросе, Михаил в быту всё чаще возвращался к своей первой фамилии, мало обращая внимание на периодически возникающую путаницу (также приемлем вариант двойного написания).

### Начало музыкальной деятельности
Музыкальная карьера Михаила Файнштейна началась в группе «Фракция психоделика», где Михаил играл на соло-гитаре.
В 1973 году Файнштейн познакомился с Борисом Гребенщиковым. По некоторым сведениям, это произошло на концерте группы «Фламинго». Но сам Михаил поддерживает официальную версию, по которой встреча произошла в метро, где герои опознали друг друга по конвертам пластинок «Муди Блюз» и «John Mayall». Файнштейн был приглашён на место бас-гитариста, освободившееся после ухода Эдмунда Шклярского.
Файнштейн принял участие в первом публичном выступлении «Аквариума» на некой свадьбе в ресторане «Трюм», а также отметился в записи второго мини-альбома группы «Верблюд-архитектор». Как музыкант оркестра принимал участие в спектаклях театра Горошевского, однако не был им сильно увлечён (в отличие от остальных участников).
Доподлинно неизвестно, имел ли музыкальное образование Михаил Файнштейн. По его версии, в детстве он учился в музыкальной школе по классу фортепиано. По официальной версии, во время работы с «Аквариумом» он постоянно забывал свою партию сразу после репетиции, и на концерте Михаил ориентировался на левую руку Гребенщикова. По той же версии, Файнштейну была свойственна полная неинформированность о названиях песен и их текстах.
Имея склонность к коммерческой деятельности, Михаил принял на себя обязанности директора «Аквариума».

### Восьмидесятые. Ленинградский рок-клуб
Когда в 1981 году был создан Ленинградский рок-клуб, Михаил вместе с Гребенщиковым, Дюшей Романовым и Джорджем Гуницким вошёл в его совет. Файнштейн продержался там дольше первых двух аквариумистов и даже возглавил комиссию по приёму в клуб молодых групп. Также издавал газету «Рокси».
Михаил вместе с остальными участниками «Аквариума» принял участие в записи первого альбома группы «Кино».
В 1983 году Михаила на бас-гитаре заменил Александр Титов, а сам он остался перкуссионистом и директором группы. В конце 1980-х Михаил периодически поигрывал на полуигрушечных клавишных Casio, подаренных Джоанной Стингрей. Впрочем, в 1984 году Файнштейн недолго играл на бас-гитаре в группе «Зоопарк».Он ещё раз вернулся к бас-гитаре в «Аквариуме» осенью 1989 года, отыграв несколько концертов после ухода Александра Титова и до появления Сергея Березового.
Собирал по всем знакомым диковинные в СССР пивные банки, заполнял их песком, пуговицами и прочими предметами, — и всё это превращал в музыкальные инструменты, обладавшие характерным только для «Аквариума» звучанием.
Участники «Аквариума» с радостью приняли Перестройку. Наступило время первого крупного частного концертного менеджмента, связанного с организационными и финансовыми персональными рисками. Михаил Файнштейн как директор группы успешно организовывал концерты группы по всей стране на огромных площадках и умудрялся получать за них деньги для группы.
Из всех многочисленных участников группы «Аквариум» Файнштейн единственный сделал карьеру вне музыки - он работал системным программистом вплоть до 1988 года и стал чуть ли не начальником вычислительного центра в Горном институте. Со своей внемузыкальной профессией он расстался с сожалением - только из-за катастрофической невозможности совмещать Горный институт и начавшиеся гастроли «Аквариума» по всей стране.
Параллельно работе с «Аквариумом» принимал участие в записи альбомов группы «Почта» как сессионный перкуссионист. В 1987 году вновь взялся за бас-гитару в основанной Дюшей Романовым группе «Трилистник». Одновременно он стал директором образовавшегося ансамбля.
Файнштейн всегда был истинным любителем комфорта. В разные годы среди всех своих соратников он был обладателем лучшей аудиотехники, первого видеомагнитофона и автомобиля в группе.
Файнштейн работал с «Аквариумом» вплоть до самороспуска группы в 1991 году. По отзыву Бориса Гребенщикова: «Он был основой „Аквариума“ в 70-е и 80-е годы, его любовь к музыке, жизненный размах и чувство юмора определили многое из того, что происходило в те годы. Спасибо ему за всё время, которое мы провели вместе».

### Поздний период
В 1990 году выступил инициатором создания Творческого Товарищества «Сестра». Данная организации была призвана обеспечивать интересы и выгоды «Аквариума» по всем направлениям. В силу специфичности «Аквариума», финансово-юридической ситуации в стране и скорого самороспуска группы, а также других причин глобальные планы «Сестры» удалось воплотить лишь отчасти. Среди реализованных проектов — издание на виниле альбома «Десять стрел», плакат «Аквариума», два номера аквариумного вестника «Арокс и Штёр» и посмертная газета о Майке Науменко «Майк».
Особняком стоит первое официальное издание текстов Бориса Гребенщикова «Дело мастера Бо». Эта книга была персональным делом Файнштейна, поскольку именно он, имея доступ к множительной технике, ещё в восьмидесятые стал выпускать столь популярные среди слушателей компьютерные распечатки текстов группы под тем же названием, скрываясь за издательским псевдонимом "Фан-пресс". Многочисленные ходившие под разными издательскими самиздатовскими марками иные списки были перепечатками трудов Михаила.
Файнштейн как музыкант и актёр был задействован в цикле телеспектаклей Ленинградского телевидения по мотивам ирландских сказок, музыку к которым писал Дюша Романов. Дюша и Михаил также снялись в фильме Сергея Дебижева «Два капитана-2». В полной версии картины Михаил был одним из основных действующих лиц, но после сокращения ленты роль Файнштейна, как и многих других, свелась к минимуму.
Файнштейн как перкуссионист принимал участие в концертах на 25-летие «Аквариума» в «Лужниках» и «Юбилейном». После чего на сцене ни с одной группой замечен не был.
В ноябре 1997 года открыл в Санкт-Петербурге вместе с приятелями полузакрытый клуб «Гараж», призванный стать местом отдыха гонщиков и культурной богемы. Через полгода клуб прекратил свою работу по не зависящим от Михаила причинам.
Некоторое время работал PR-директором на CD-заводе Андрея Тропилло.

### Смерть
Михаил Файнштейн скончался 17 ноября 2013 года в Санкт-Петербурге на 61-м году жизни от панкреатита. Церемония прощания прошла 20 ноября в ДК им. Ленсовета. Тело было кремировано. Согласно завещанию, его прах был развеян над Невой.
В 2014 году на Смоленском православном кладбище в Санкт-Петербурге Михаилу Файнштейну-Васильеву был установлен кенотаф.